# Biobessa lata
Biobessa lata là một loài bọ cánh cứng trong họ Cerambycidae.